# Endasys erythrogaster
Endasys erythrogaster là một loài tò vò trong họ Ichneumonidae.